# Somma Vesuviana

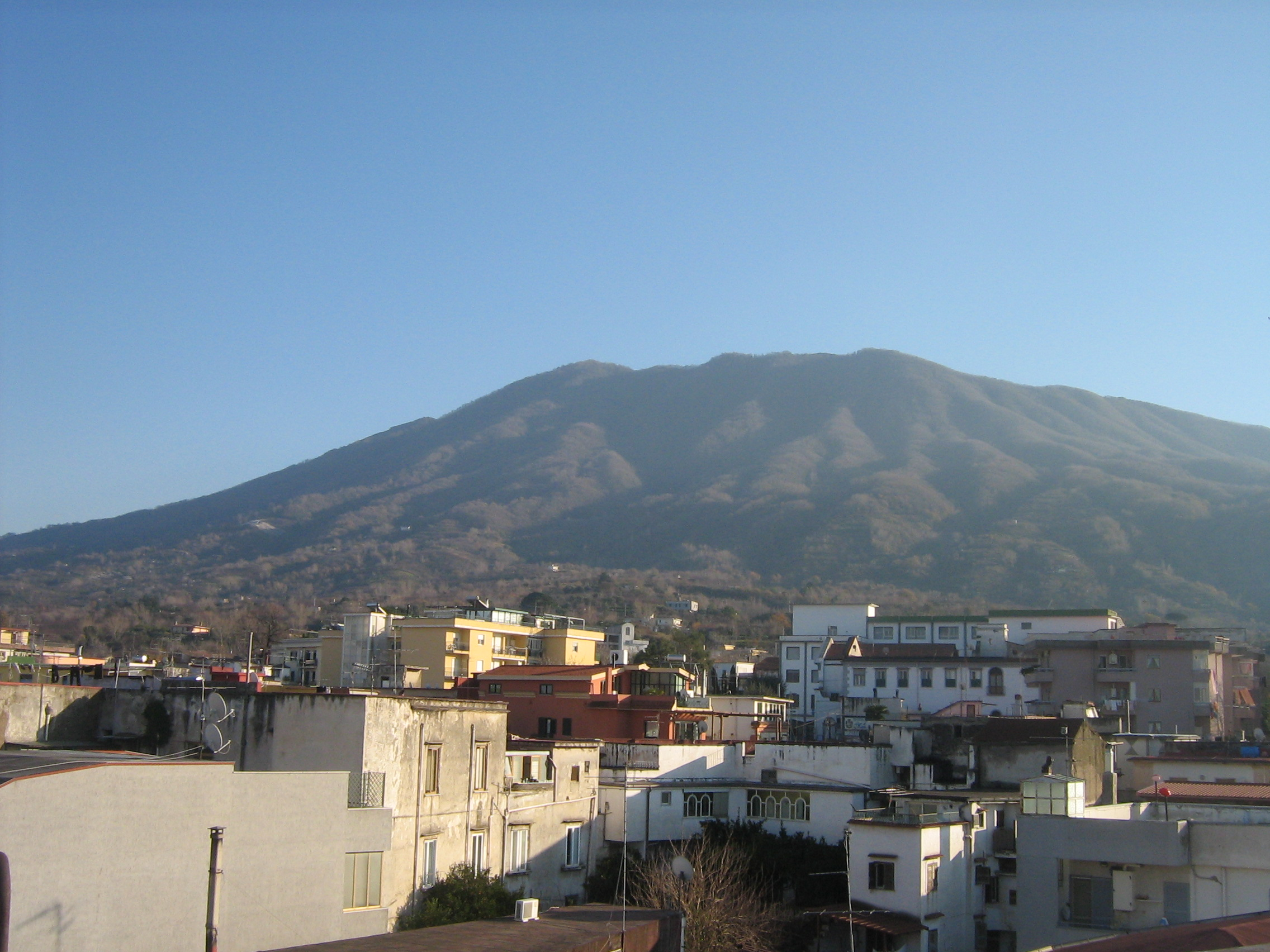
Somma Vesuviana

Somma Vesuviana ist eine Gemeinde mit 33.557 Einwohnern (Stand 31. Dezember 2023) in der Metropolitanstadt Neapel, Region Kampanien, Italien. Die Gemeinde hat Teil am Nationalpark des Vesuvs (Parco Nazionale del Vesuvio).
Das Gemeindegebiet war bereits prä-römisch besiedelt, wahrscheinlich von den Samniten oder Oskern.

## Söhne und Töchter der Stadt
- Gaetano Arfé (1925–2007), Politiker, Historiker und Journalist